# Pegomya pribilofensis
Pegomya pribilofensis är en tvåvingeart som beskrevs av Huckett 1965. Pegomya pribilofensis ingår i släktet Pegomya och familjen blomsterflugor. Inga underarter finns listade i Catalogue of Life.